# Rejon bogotolski
Rejon bogotolski (ros. Богото́льский райо́н, Bogotolskij rajon) – rejon administracyjny i komunalny Kraju Krasnojarskiego w Rosji. Stolicą rejonu jest miasto Bogotoł, które administracyjnie nie stanowi części rejonu. Został on utworzony 25 maja 1925 roku.

## Położenie
Rejon ma powierzchnię 2 924 km² i znajduje się w południowo-zachodniej części Kraju Krasnojarskiego, granicząc na północy z rejonem tiuchtieckim, na południowym wschodzie z rejonem bolszeułujskim, na wschodzie z rejonem aczyńskim, na południu z rejonem nazarowskim i rejonem szarypowskim, a na zachodzie z obwodem kemerowskim.
Przez rejon przebiega droga magistralna M53 oraz linia główna kolei transsyberyjskiej.

## Ludność
W 1989 roku rejon ten liczył 14 978 mieszkańców, w 2002 roku 12 415, w 2010 roku 11 280, a w 2011 liczba mieszkańców wzrosła do 11 198 osób.

## Podział administracyjny
Administracyjnie rejon  dzieli się na 9 sielsowietów.